# Вилла Альдобрандини (Фраскати)
Вилла Альдобрандини, также известная как Вилла Бельведер (итал. Villa Aldobrandini, Villa Belvedere) — одна из двенадцати тосколанских вилл (Villa Tuscolana) Италии (Тускул — древний город этрусков в Лацио). Расположена на панорамном холме с видом на въезд в город Фраскати (Лацио). Поблизости находятся руины древнего города Тускулума. Вилла имеет многовековую историю, разделённую между влиятельными семьями и папством.

## История
Вилла была построена в 1550 году медиком Пьерантонио Контуджи на уже существующем здании и переходила из рук в руки до смерти последнего владельца монсеньора Паоло Капраники в 1597 году. После того как собственность была приобретена Апостольской Палатой (Camera Apostolica), папа Климент VIII подарил её своему племяннику кардиналу Пьетро Альдобрандини. Вначале здание служило представительской виллой, а после смерти кардинала перешло в руки его племянницы Олимпии Альдобрандини; в 1683 году виллу приобрёл Джованни Баттиста Памфили. В 1760 году она перешла во владение семьи Боргезе, а в 1837 году вернулась в руки семьи Альдобрандини, которая и по сей день является владельцами.
Вилла является частной собственностью семьи Альдобрандини, поэтому внутренние помещения здания закрыты для публики. Посетить парк можно, обратившись в туристическую информационную службу во Фраскати.

## Архитектура и произведения искусства
Строительство новой виллы было поручено кардиналу Пьетро Альдобрандини и длилось четыре года, с 1598 по 1602 год. Здание, интерьеры и парковые сооружения виллы Альдобрандини являются выдающимся памятником искусства итальянского маньеризма XVII века.
Кардинал строил виллу на земле своего дяди, папы Климента VIII, в награду за то, что он вернул город Феррару во владения Церкви. Работы проводились под руководством архитектора Джакомо делла Порта, а после его смерти в 1602 году их завершили архитекторы Карло Мадерна и Джованни Фонтана (?), которые отвечали за Водный театр, террасы и сложные гидравлические системы, которыми оборудованы сады.
Резиденция занимает четыре этажа, на которых находятся приёмные залы и помещения для хозяйственных нужд. Орнаменты и украшения дома символизируют величие кардинала, о чём свидетельствуют латинские надписи на фасаде, а также «Геркулесовы столбы» в нимфеуме — произведение французского скульптора Жака Саразена. У входа на виллу с главной площади Фраскати находится монументальные пропилеи XVIII века, спроектированные архитектором Карло Франческо Биццаккери.
Внутри главный этаж украшен фресками Джузеппе Чезари (Кавалера д’Арпино) на библейские сюжеты, а в центральном зале выделяются монументальный камин и бронзовый бюст кардинала (работа Таддео Ландини).
На третьем этаже находится капелла, украшенная позолоченной лепниной и фресками, созданными художником Аннесио де Барба из Масса-Каррары.
Рядом с нимфеем находится другая капелла, посвящённая Святому Себастьяну, а справа от нимфея — Станца дель Парнасо («Парнасский зал») с фресками Доменикино и Доменико Пассиньяно, украшенная водным органом, созданным Джованни Гульельми, Джованни Ангильей и Жаком Саразеном.
Особое место на вилле занимает «Водный театр» (Teatro delle Acque), созданный Карло Мадерна и Орацио Оливери. В 1668 году здесь состоялась мировая премьера оперы Алессандро Страделлы «Цирцея».
- Перспектива виллы
- Ограда и пропилеи. 1693. Архитектор К. Ф. Биццаккери
- Водный театр. 1894. Ксилография
- Фонтан на верхнем этаже Водного театра. Между 1653 и 1691. Офорт
- Ю. Робер. Водный театр виллы Альдобрандини. Холст, масло. Частное собрание
- Водный театр. Современный вид
- Полифем. Ок. 1621. Скульптор Ж. Саразен
- «Садовый монстр»